# 廖苏华
廖苏华（1904年—1984年9月5日），四川内江人，中华人民共和国政治人物。

## 生平
1925年，加入中国共产主义青年团。1926年，转入中国共产党。1927年，赴莫斯科中山大学学习。后曾在莫斯科东方大学任教。1938年回到延安，从事教育和机要工作。第二次国共内战时期任中共中央机要处办公室主任。中华人民共和国成立后，任中共中央西南局妇委书记、全国妇联执委、西南民主妇女工作委员会主任。1954年，当选第一届全国人民代表大会代表。后担任中共中央监委候补委员、西南局监察组副组长、中共重庆市委书记兼监委书记，重庆市副市长、重庆市政协副主席。1984年9月5日逝世。